# (7443) Tsumura
(7443) Tsumura  es un asteroide perteneciente al cinturón de asteroides, descubierto el 26 de enero de 1996 por Takao Kobayashi desde el Observatorio de Ōizumi, en Japón.

## Designación y nombre
Fue designado inicialmente como 1996 BR2.
Más adelante, en 2003 fue nombrado por Mitsunori Tsumura (nacido en 1955) quien es un educador científico en el Museo de Ciencias de Wakayama, así como un astrónomo aficionado que observa principalmente cometas. Realizó 7117 observaciones de cometas entre 1973 y septiembre de 2002.

## Características orbitales
Tsumura orbita a una distancia media del Sol de 2,923 ua, pudiendo acercarse hasta 2,819 ua y alejarse hasta 3,028 ua. Tiene una excentricidad de 0,036 y una inclinación orbital de 1,358° grados. Emplea en completar una órbita alrededor del Sol 1825,69 días.
Los próximos acercamientos a la órbita de Júpiter ocurrirán el 9 de enero de 2094 y el 16 de noviembre de 2188.
Pertenece a la familia de asteroides de (158) Koronis.

## Características físicas
Su magnitud absoluta es 13,85. Tiene 5,423 km de diámetro. Su albedo se estima en 0,288.